# Aeshnoidea
Aeshnoidea là một liên họ chuồn chuồn ngô.

## Hình ảnh

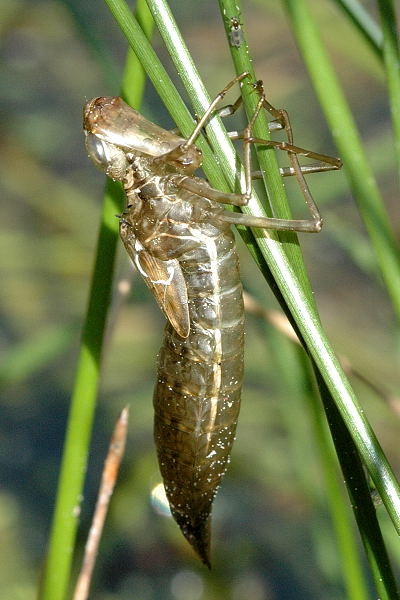

## Các họ

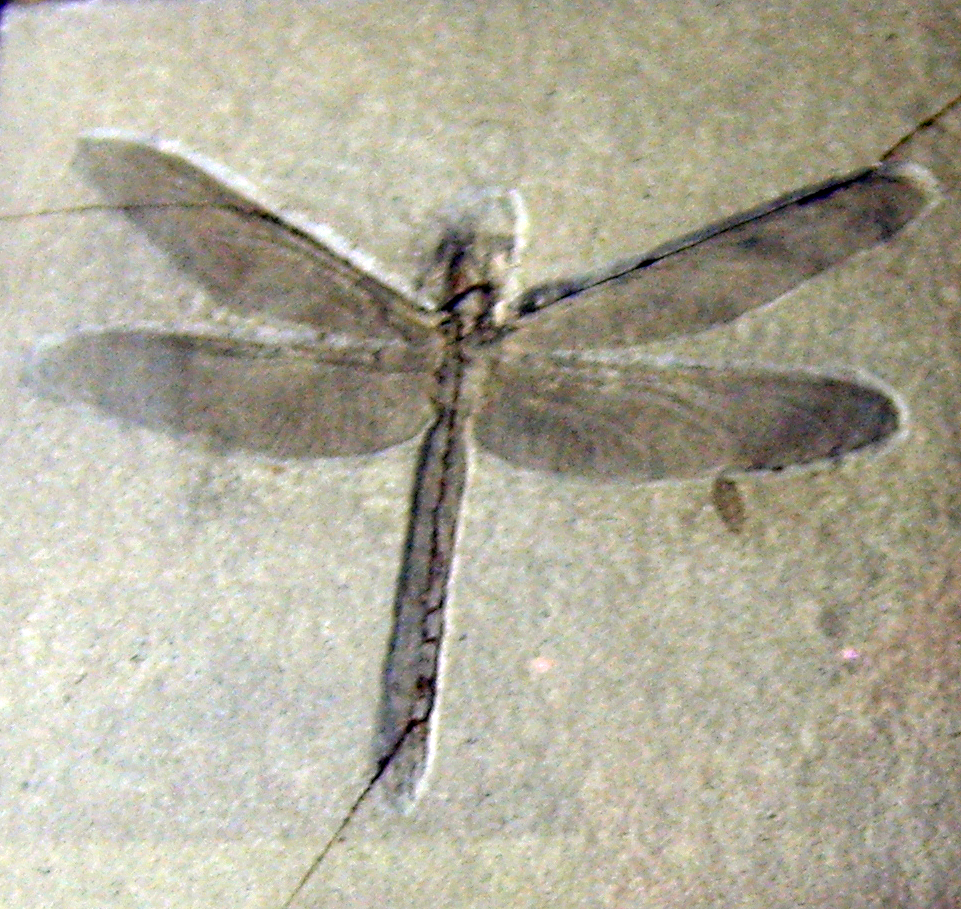
Aeschnogomphus intermedius, một thành viên thuộc the extinct family aktassiidae, at the Museum für Naturkunde, Berlin

- Petaluridae
- Aeshnidae
- Gomphidae
- Austropetaliidae
- †Aktassiidae